# 林道美山大野線
林道美山大野線（りんどうみやまおおのせん）は、福井県福井市（旧足羽郡美山町）と同県大野市を結ぶ林道である。通称「ふるさと林道 美山〜大野線」。

## 路線概要
- 起点：福井県福井市皿谷町（旧足羽郡美山町皿谷）地係
- 終点：福井県大野市牛ヶ原地係
- 延長：5,508m（福井市：2,838m、大野市：2,670m）
- 幅員：5.0m（トンネル部：7.0m）
- 事業期間：1995年（平成7年）度 - 2001年（平成13年）度
- 総事業費：31億4400万円（旧美山町：18億4200万円、大野市：13億200万円[注釈 1]）

起点及び終点とも福井県道172号皿谷大野線を交点とする林道である。福井県道172号は点線県道であり、この分断区間を当林道が繋いでいて福井県道172号の代替道路としての役割を担っている。ちなみに福井県内の林道で初めてトンネルが掘削された道である。

## 道路状況

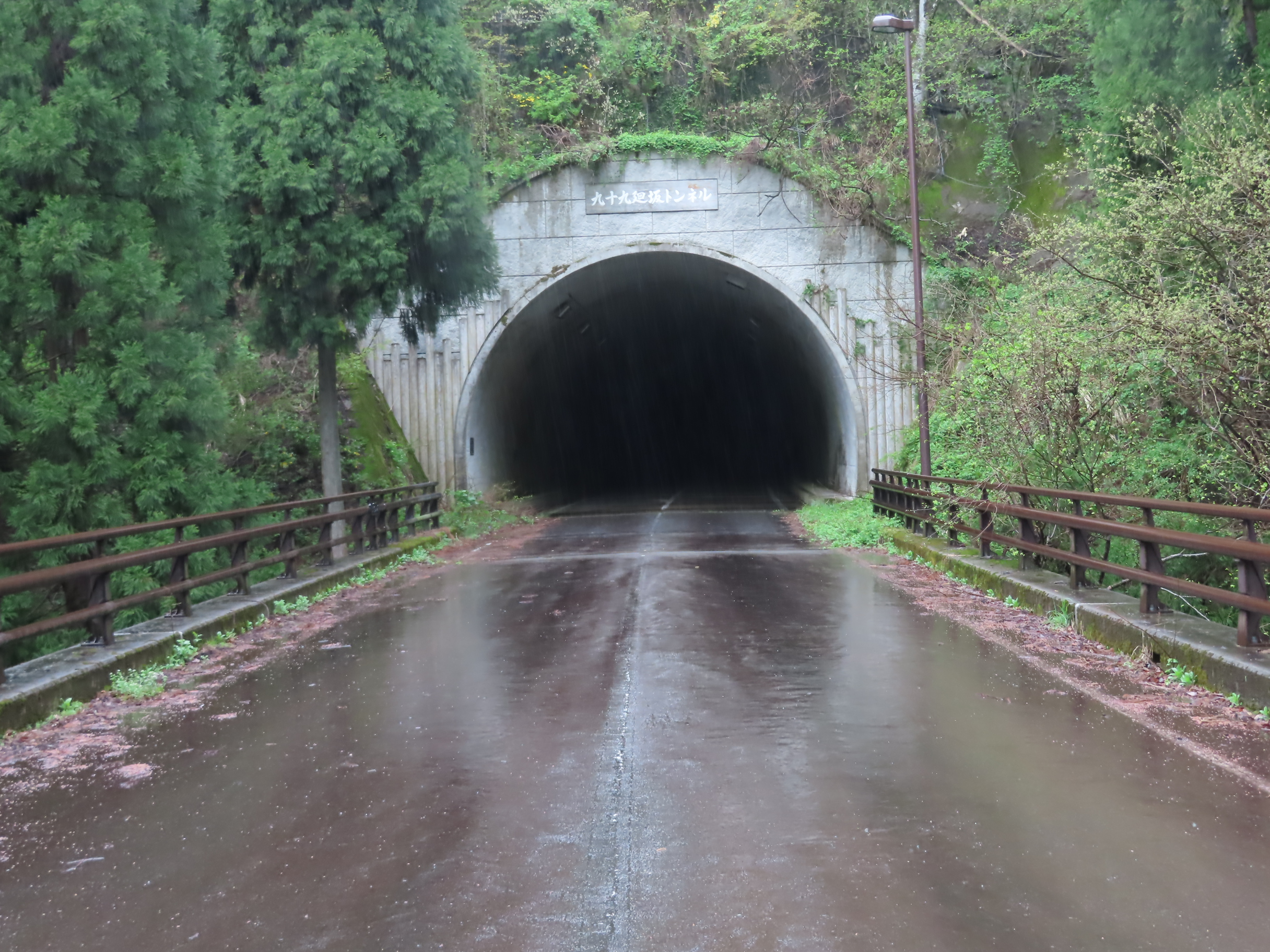
九十九廻坂トンネル（大野市側）

山村地域の振興と定住環境の改善を図るため、地域が緊急に対応しなければならない課題に応えるための林道を整備する「ふるさと林道緊急整備事業」に基づいて整備された。全線がアスファルト（一部コンクリート）で舗装されている。
福井県内の林道として初めてのトンネル（九十九廻坂トンネル：幅員7.0m）と長大橋（延長39m）を有しており、林道規程（昭和48年4月1日付け林野道第107号林野庁長官通知）で定める自動車道1級（国道、都道府県道等と連絡する幹線）1車線林道（幅員5.0m）として整備されているが、九十九廻坂トンネル周辺は両側2車線が確保されており、起点附近の福井県道172号より格段に走行しやすい。通勤・通学のための生活道路として両市町の交通アクセスが向上するほか、災害発生時の国道158号のバイパス機能も担っている。
なお、九十九廻坂トンネルの福井市側には、車両が10台程度停められる駐車場と東屋のある広場が設けられ、「ふるさと林道 美山〜大野線」の完成記念碑が設置されている。

## 通過する峠
- 九十九廻坂

## 接続道路
- 福井県道172号皿谷大野線（起点および終点）